# Moulins-la-Marche
Moulins-la-Marche település Franciaországban, Orne megyében. Lakosainak száma 717 fő (2022. január 1.). Moulins-la-Marche La Ferrière-au-Doyen, Mahéru, Saint-Aquilin-de-Corbion, Saint-Aubin-de-Courteraie és Saint-Martin-des-Pézerits községekkel határos.

## Népesség
A település népességének változása:
| Lakosok száma | 753  | 756  | 758  | 732  | 718  | 732  | 731  | 729  | 717  |
|               | 2013 | 2015 | 2016 | 2017 | 2018 | 2019 | 2020 | 2021 | 2022 |